# Centymorgan
Centymorgan, w skrócie cM – jednostka miary, która była stosowana w genetyce do wyrażenia odległości pomiędzy loci położonymi na tym samym chromosomie.
1 centymorgan (1 cM) to taka odległość pomiędzy dwoma loci, że szansa na ich rozdzielenie w procesie rekombinacji genetycznej w ciągu jednego pokolenia (podczas jednorazowego wydarzenia, np. crossing-over) wynosi 1%. Jednostka macierzysta – morgan – nie jest używana.
Centymorgany nie odzwierciedlają bezwzględnej odległości pomiędzy loci, ponieważ częstość rekombinacji jest różna w różnych rejonach chromosomów, na różnych chromosomach oraz w różnych organizmach. Stąd jednostka nie może być użyta do porównania bezwzględnej odległości pomiędzy loci nawet w tym samym organizmie. Ogólnie szansa na rekombinację pomiędzy danymi loci rośnie wraz z ich odległością od siebie.
Synonimem centymorgana jest jednostka mapowa. Jednostka mapowa została nazwana centymorganem przez Alfreda H. Sturtevanta, ku pamięci jego nauczyciela Thomasa Hunta Morgana.